# Hypothekarobligation

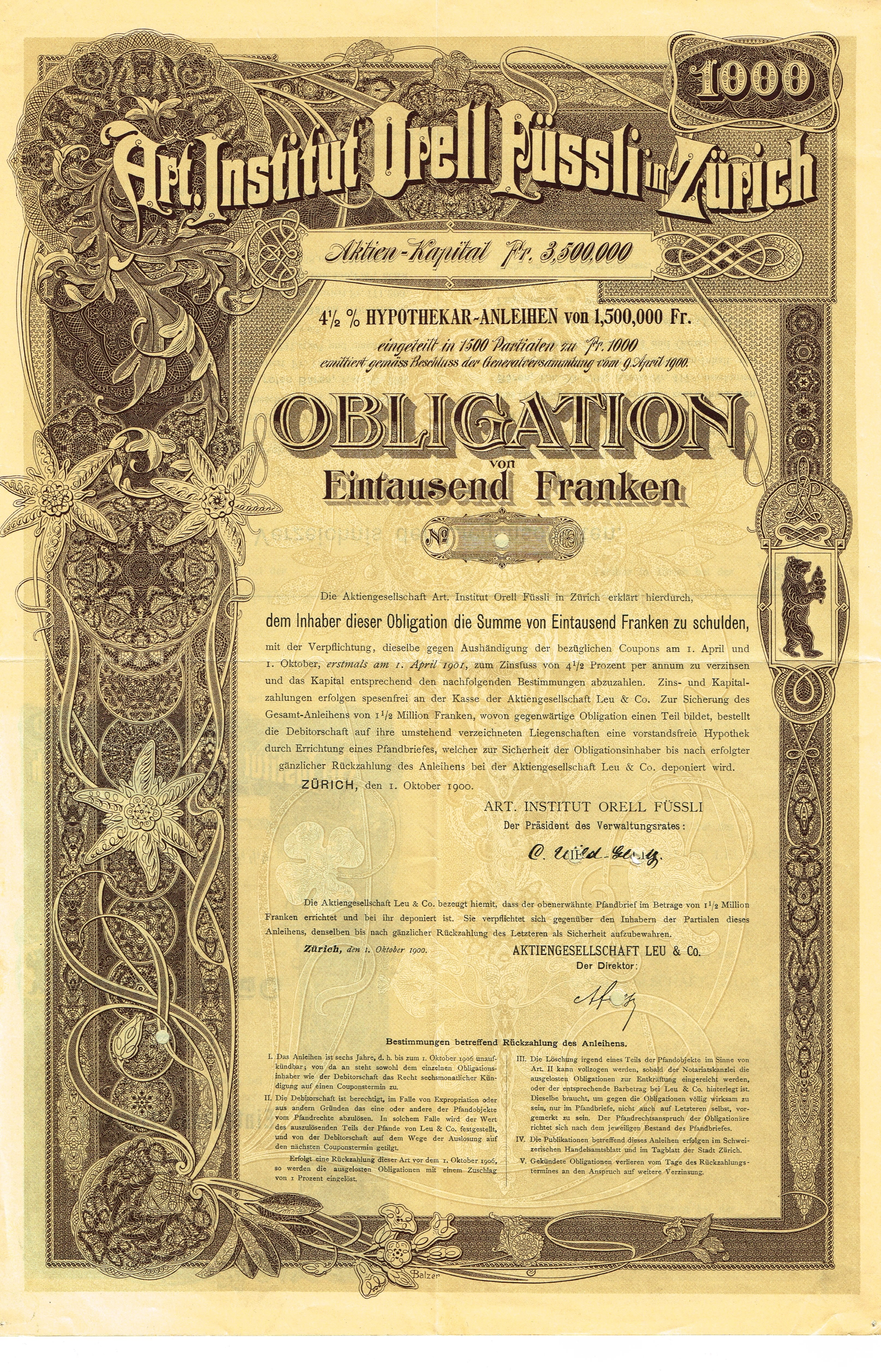
Hypothekarobligation über 1000 Franken des Art. Institut Orell Fuessli vom 1. Oktober 1900

Eine Hypothekarobligation ist im Schweizerischen Privatrecht eine einseitig errichtete Grundpfandverschreibung zur Besicherung einer Forderung. Die Hypothekarobligation ist im schweizerischen Recht nicht ausdrücklich geregelt.
Sie wird aus der Hypothek als Synonym für Grundpfand und der Obligation (Forderung) zusammengesetzt und als Hypothekarobligation, auch Inhaber- oder Namensobligation mit Grundpfandverschreibung oder mit Schuldbrief bezeichnet.
Die Rechtspraxis in der Schweiz lässt wegen des gem. Art 793 ZGB geltenden Numerus-Clausus-Prinzips nur ausnahmsweise zu, dass solche kausalen Schuldanerkenntnisse (Schuldbekenntnisse) in die Form eines Wertpapiers gekleidet und mittels Grundpfandverschreibung gesichert werden. Regelfall ist die sog. Beweisurkunde.
Das Wertpapier kann grundsätzlich auf Namen oder auf Inhaber errichtet werden.
Im Schuldanerkenntnis verspricht der Schuldner, nur unter Vorlage der Urkunde zu leisten.
Die Praxis der Errichtung von Hypothekarobligation ist auch in der Schweiz nicht unumstritten, etwa die Belastungsgrenzen, die einige schweizerische Kantone für den Schuldbrief gemäss Art 843 ZGB aufgestellt haben. Diese Belastungsgrenze bezüglich des Schuldbriefes findet sich auch im liechtensteinischen Sachenrecht (Art 320 SR).